# Нгола Мбанди
Нгола Мбанди — правитель (нгола) государств Ндонго (Ангола) в 1617—1624 годах, брат национальной героини Анголы Нзинги Мбанди Нгола. В период своего правления пытался противостоять португальской экспансии на территории современной Анголы.